# Друэнто
Друэнто (итал. Druento) — коммуна в Италии, располагается в регионе Пьемонт, в провинции Турин.
Население составляет 8262 человека (2008 г.), плотность населения составляет 305 чел./км². Занимает площадь 27 км². Почтовый индекс — 10040. Телефонный код — 011.
Покровителями коммуны почитаются Пресвятая Богородица и святой Себастьян, празднование в первые воскресенье и понедельник октября.

## Демография
Динамика населения:

## Администрация коммуны
- Официальный сайт: http://www.comune.druento.to.it/